# Дом Петра I (Вологда)
Дом Петра I (также известен как «Петровский домик», «Домик Петра») — памятник архитектуры XVII века, филиал вологодского музея-заповедника. Находится в городе Вологде (Советский проспект, дом 47).

## Описание и художественная ценность

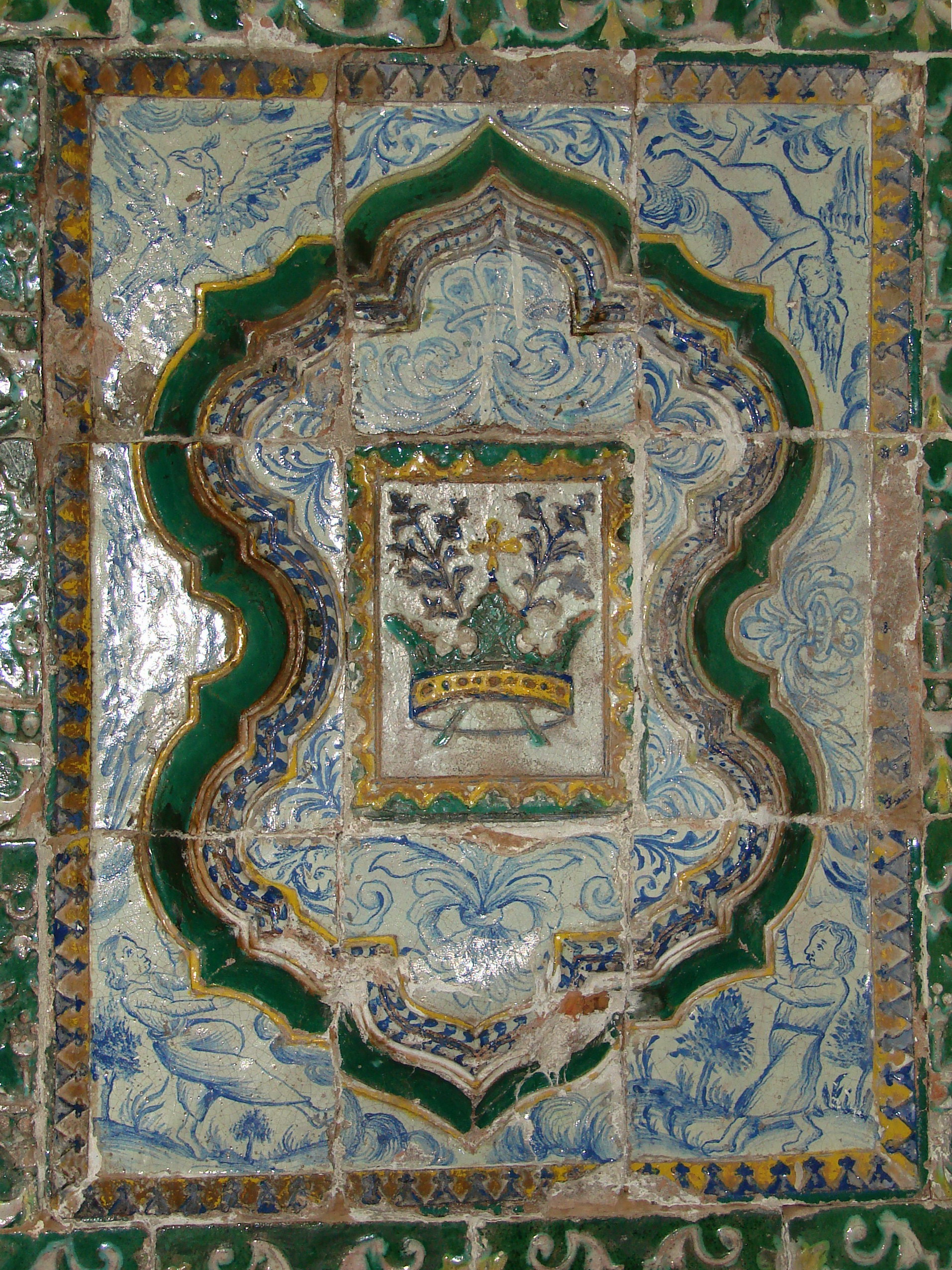
Изразцы XVII века

Представляет собой одноэтажное  каменистое здание. В интерьере — сводчатые потолки, голландские печи с изразцами XVII века. Дом вписывается в один из трёх типов построек Доменико Трезини, разработанных для первого регулярного города Санкт-Петербурга, как «дом для подлых» (то есть для низших сословий).
Пётр Великий жил в этом доме пять раз во время своих приездов в город. В первый раз он побывал в Вологде в 1692 году. Второе посещение Петром Вологды было в июле 1693 года. В третий раз царь был в Вологде в 1694 году, с 4 по 8 мая. В четвёртый раз он приехал в Вологду 15 мая 1702 года. Пятое и последнее посещение Петром Вологды было в марте 1724 года.
Искусствовед Г. К. Лукомский так описывал это здание в начале XX века:
«К числу старейших светских зданий Вологды надо отнести, когда-то принадлежавший вдове Гоутман и служивший местом для остановок Петра Великого — домик в две комнаты близ церкви Феодора Стратилата, ныне музей „исторический уголок гор. Вологды“, находящейся в ведении Губернской Земской Управы.

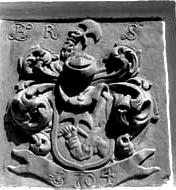
Герб над входом с инициалами H.R.S. (Голландские Республиканские Штаты)

Долгое время этот исторический домик оставался в полном забвении (между прочим служил складом льна и кудели); в 70-х же годах по случаю двухсотлетия со дня рождения Петра I, он был приобретён дворянством, городом и земством, понемногу „реставрирован“, и, наконец, летом 1875 г., в присутствии Вёл. Кн. Владимира Александровича освящён и открыт. Переписная книга города Вологды того времени следующими словами описывает наружность и положение дома: „Двор Голландской земли торгового иноземца Ивана Алферьева сына Гоутман в длину 64, поперёк по лицу 70 саж. с аршином; на дворе палата каменная о трёх жильях, под нею погреб; среди двора четыре светлицы в одной связи, низменные, у них двои сени, под сеньми погреб; по правую сторону от ворот три светлицы, у них двои сени низменные-ж, по левую сторону у ворот изба с сеньми; среди двора погреб каменный кладовой. На том-же дворе позади хором, шесть амбаров кладовых, пивоварня; на левой стороне восемь стойл конских с сенницами-ж; два сарая на передней улице, подле переулка лавка; подле двора Ивана Гоутман переулок проезжий к реке Вологде“. По счастливой случайности, на переднем фасаде каменного домика сохранилась до сего дня большая каменная доска, вделанная в стену, с изображением герба, на котором представлена рука, держащая секиру, на верху литеры Н. R. S., а внизу под гербом на ленте год 1704. Весьма вероятно, что если не сам Иван Гоутман или кто-либо из его рода, то жильцы этого дома принадлежали к официальным лицам Голландии; быть может, сам Гоутман был торговым агентом, Голландским консулом, жившим в Вологде для промышленных целей.
Из приведённого отрывка писцовой книги нельзя не заметить, что двор голландца Гоутмана принадлежал к лучшим посадским местам города, рекомендуя владельца, как человека весьма зажиточного, у которого была и каменная палата о трёх жильях и на небольшой сравнительно дворовой площади расположено было до девяти жилых помещений, а сверх того и торговая лавка.
Домик не представляет, правда, почти никакого художественно-архитектурного интереса, тем более, что не так давно отделкой (новые наличники окон и покраска в шашку крыши) сметён налёт той старины, которая чувствовалась сильнее лет 25 тому назад, хотя уже и тогда были внесены в первоначальную архитектуру дома некоторые изменения.
Но и для этой поры строительства — если считать его построенным в начале XVIII столетия — домик не типичен. Судя (на старом снимке) по сохранившимся наличникам с треугольными фронтонами и очевидно несколько изменённому карнизу — это было сооружение ещё в русском стиле. Для эпохи Петровского барокко (напр. домик в Петергофе) этот образец не типичен, но вместе с тем это сооружение весьма старое и интересное особенно внутри (обширный купольный свод большой комнаты, перекрещивающиеся полосы железных связей)».
В настоящее время в здании располагается музей, основанный в 1872 году. Это первый музей Вологды. В постоянной экспозиции более 100 предметов, среди которых личные вещи императора, мебель и утварь 2-й половины XVII века — начала XVIII века. Экскурсии посвящены реформаторской деятельности Петра, Северной Войне, а также истории Вологодского края во времена его правления.

Экспонаты
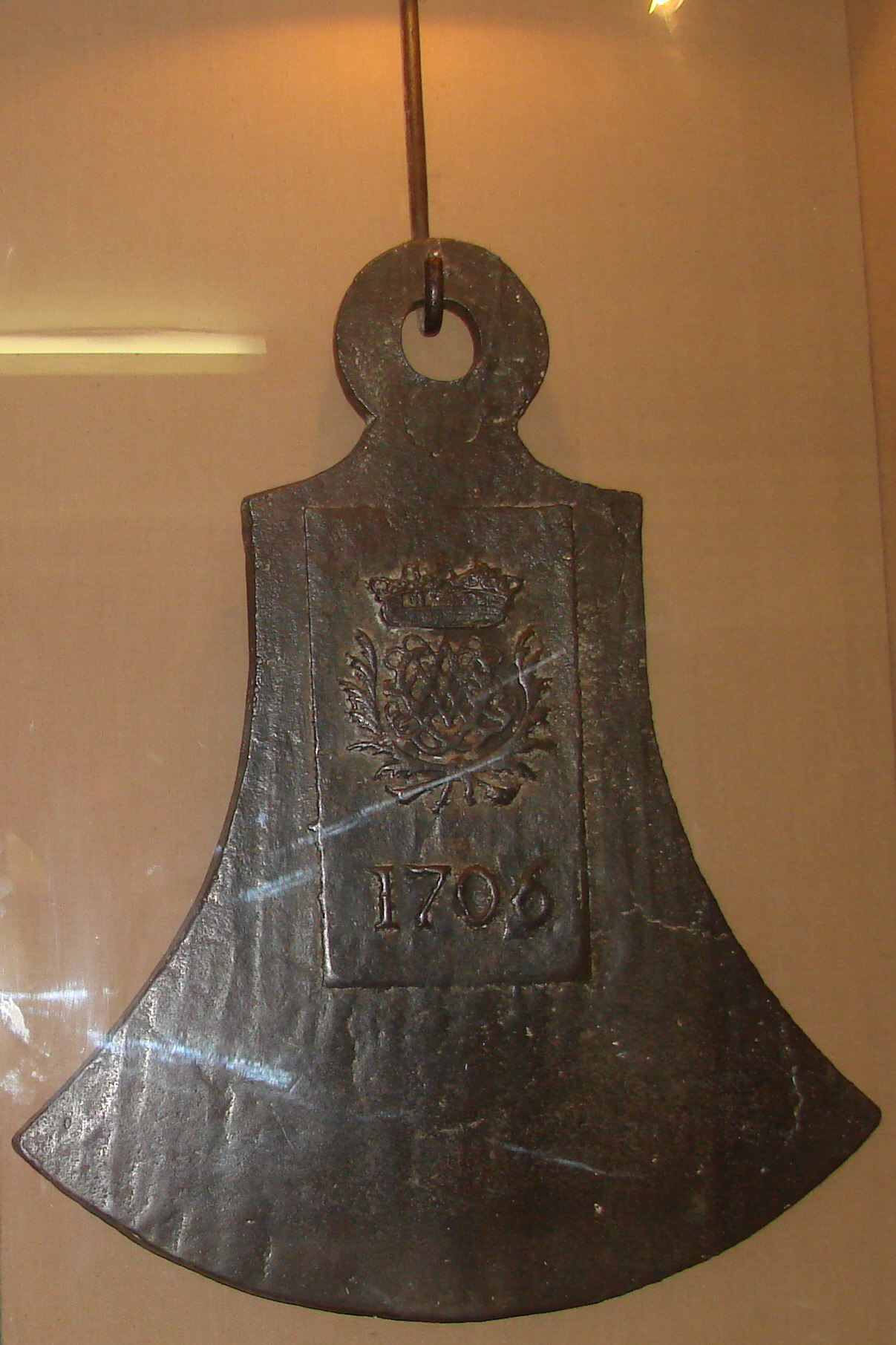
«Било» (чугун, 1706 год)
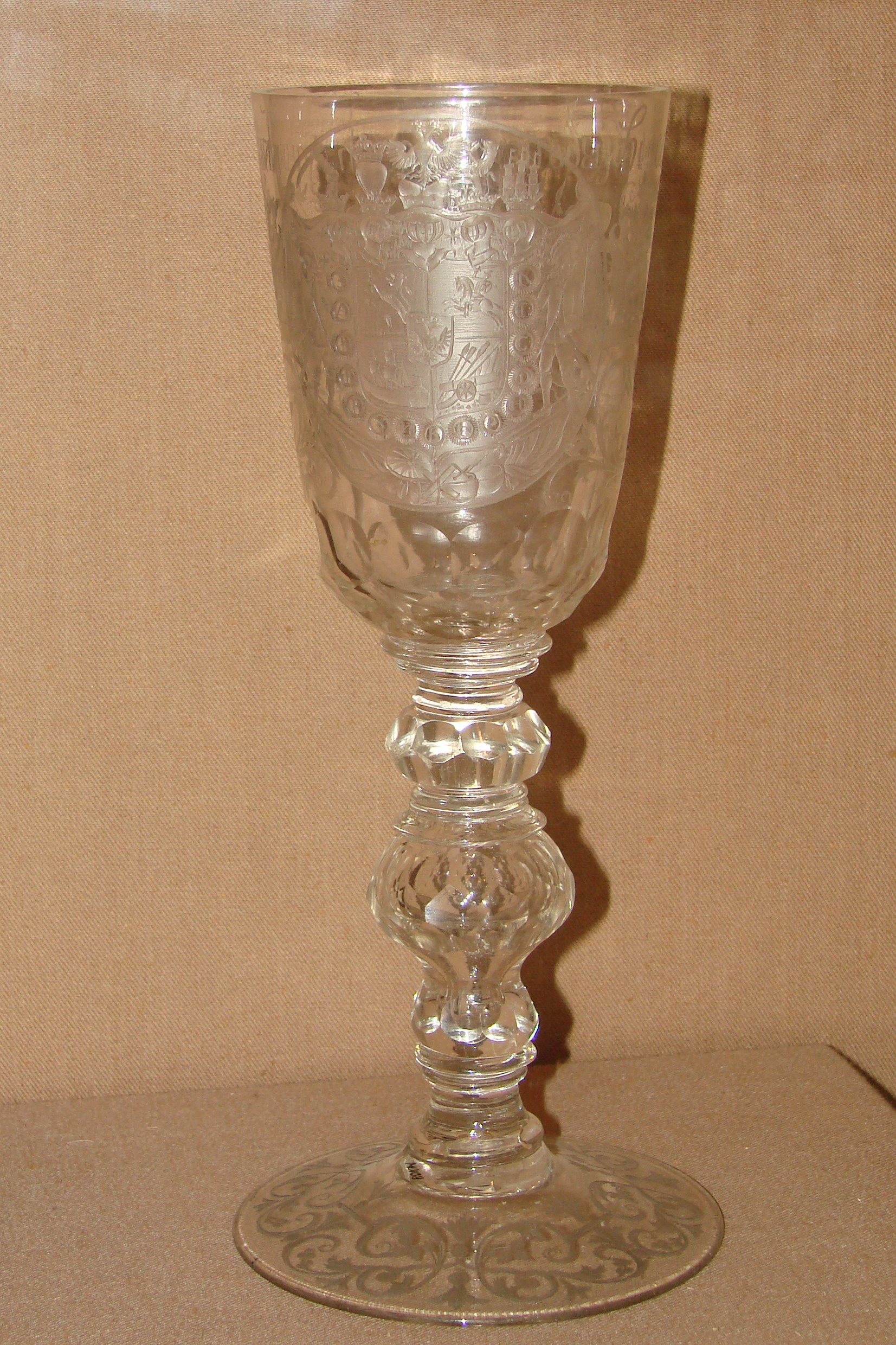
Кубок А. Д. Меншикова
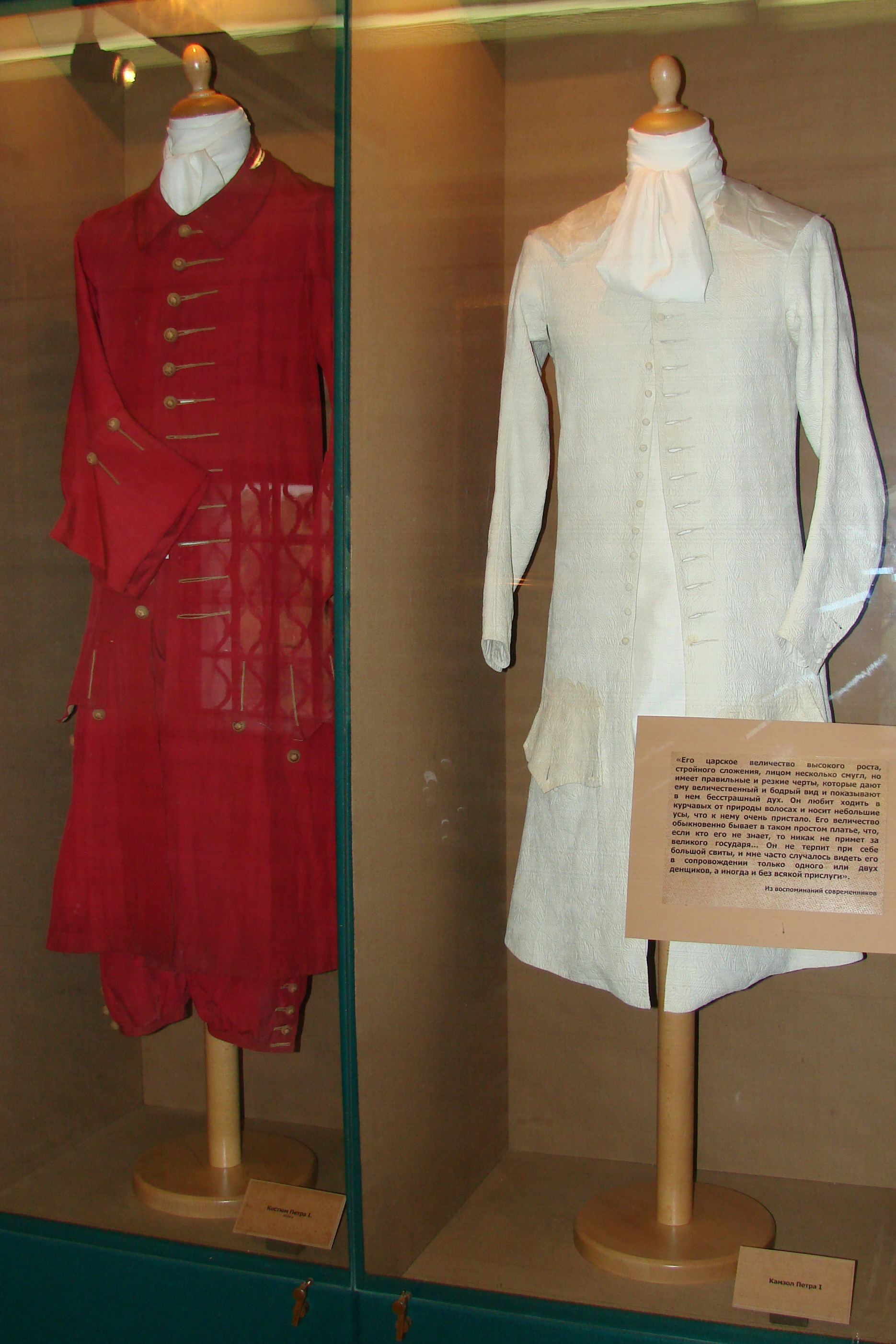
Кафтан и камзол Петра I
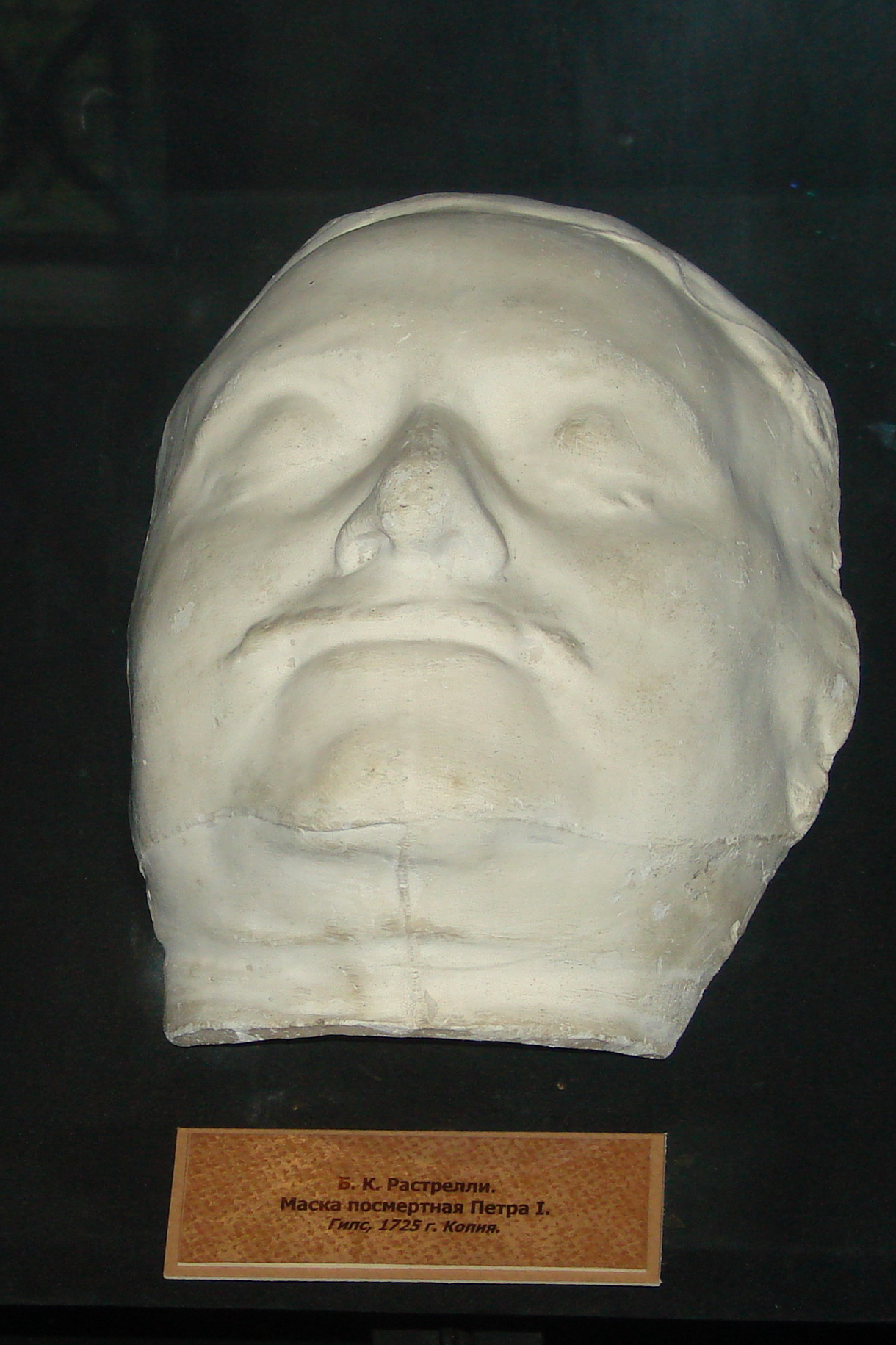
Посмертная маска Петра

Последняя реэкспозиция проведена в 1987 году.
В сквере около дома Петра I в 1998 году установлен памятник поэту Николаю Рубцову.